# Anthrenus
Anthrenus is een geslacht van kevers uit de familie spektorren (Dermestidae).

## Soorten
- Anthrenus aegyptiacus Pic, 1899
- Anthrenus afer Péringuey, 1886
- Anthrenus alatauensis Mroczkowski, 1962
- Anthrenus albomaculatus Pic, 1927
- Anthrenus albonotatus Pic, 1922
- Anthrenus albostictus Reitter, 1881
- Anthrenus ambericus Háva, Prokop & Herrmann, 2006
- Anthrenus amoenulus Reitter, 1896
- Anthrenus angustefasciatus Ganglbauer, 1904
- Anthrenus araxensis Zhantiev, 1976
- Anthrenus arndti Háva, 2005
- Anthrenus assimilis Zhantiev, 1976
- Anthrenus aterrimus Gerstaecker, 1871
- Anthrenus auratus Zhantiev, 1979
- Anthrenus bactrianus Zhantiev, 2004
- Anthrenus bajtenovi Sokolov, 1974
- Anthrenus bartolozzii Háva, 2003
- Anthrenus basalis Dejean, 1837
- Anthrenus basilewskyi Kalík, 1965
- Anthrenus beali Zhantiev, 2004
- Anthrenus becvari Háva, 2004
- Anthrenus bellulus Chobaut, 1897
- Anthrenus bilyi Háva, 2000
- Anthrenus biskrensis Reitter, 1887
- Anthrenus blanci Beal, 1998
- Anthrenus bobo Háva, 2003
- Anthrenus bomiensis Háva, 2004
- Anthrenus botswaniensis Háva & Kadej, 2006
- Anthrenus boyesi Háva, 2004
- Anthrenus bucharicus Zhantiev, 1976
- Anthrenus buettikeri Mroczkowski, 1980
- Anthrenus bulirschi Háva, 2000
- Anthrenus capensis Guérin-Méneville, 1835
- Anthrenus cardamom Háva, 2001
- Anthrenus castaneae Melsheimer, 1844
- Anthrenus caucasicus (Reitter, 1881)
- Anthrenus cervenkai Háva & Herrmann, 2006
- Anthrenus ceylonicus Kadej & Háva, 2006
- Anthrenus chiton Beal, 1998
- Anthrenus cimrmani Háva, 2005
- Anthrenus coloratus Reitter, 1881
- Anthrenus constantini Háva & Herrmann, 2006
- Anthrenus cordis Háva & Kadej, 2006
- Anthrenus coreanus Mroczkowski, 1966
- Anthrenus crustaceus Reitter, 1881
- Anthrenus debilis Háva, 2005
- Anthrenus delicatus Kiesenwetter, 1851
- Anthrenus difficilis Háva, 2005
- Anthrenus distinctus Kadej & Háva, 2006
- Anthrenus dorsatus Mulsant & Rey, 1868
- Anthrenus dsungaricus Mroczkowski, 1962
- Anthrenus edopetri Háva, 2004
- Anthrenus eichleri Kadej & Háva, 2006
- Anthrenus electron Háva, Prokop & Kadej, 2006
- Anthrenus endroedyi Háva, 2003
- Anthrenus erythrocerus Dejean, 1837
- Anthrenus ethiopicus Háva, 2004
- Anthrenus exilis Mulsant & Rey, 1868
- Anthrenus fernandezi Háva, 2003
- Anthrenus festivus Erichson, 1848
- Anthrenus flavidulus Reitter, 1889
- Anthrenus flavidus (Solsky, 1876)
- Anthrenus flavipes LeConte, 1854
- Anthrenus fucosus Beal, 1998
- Anthrenus fulvicornis Dejean, 1821
- Anthrenus fulvipes Dejean, 1821
- Anthrenus fuscus (Olivier, 1789)
- Anthrenus geisthardti Háva & Herrmann, 2006
- Anthrenus gobicus Zhantiev, 2004
- Anthrenus goliath Saulcy in Mulsant & Rey, 1868
- Anthrenus gracilis Zhantiev, 2004
- Anthrenus groehni Háva, Prokop & Herrmann, 2006
- Anthrenus guineaensis Háva, 2004
- Anthrenus haemorrhous Dahl, 1823
- Anthrenus hartmanni Háva, 2000
- Anthrenus heptamerus Peyerimhoff, 1924
- Anthrenus hirtellus Dejean, 1837
- Anthrenus hissaricus Mroczkowski, 1961
- Anthrenus ineptus Háva & Tezcan, 2004
- Anthrenus israelicus Háva, 2004
- Anthrenus jacobsoni Zhantiev, 1976
- Anthrenus jakli Háva, 2001
- Anthrenus japonicus Ohbayashi, 1985
- Anthrenus jordanicus Pic, 1934
- Anthrenus kaliki Pic, 1952
- Anthrenus kalimantanus Háva, 2004
- Anthrenus kantneri Háva, 2003
- Anthrenus kaszabi Zhantiev, 1973
- Anthrenus katerinae Háva & Kadej, 2006
- Anthrenus kejvali Háva, 2000
- Anthrenus kenyaensis Háva, 2004
- Anthrenus klapperichi Kadej & Háva, 2006
- Anthrenus knizeki Háva, 2004
- Anthrenus kompantzevi Zhantiev, 2004
- Anthrenus kourili Háva, 2006
- Anthrenus kryzhanovskii Sokolov, 1979
- Anthrenus kubistai Háva & Votruba, 2005
- Anthrenus kucerai Háva, 2005
- Anthrenus latefasciatus Reitter, 1892
- Anthrenus lepidus LeConte, 1854
- Anthrenus leucogrammus Solsky, 1876
- Anthrenus liliputanus Mulsant & Rey, 1868
- Anthrenus lindbergi Mroczkowski, 1959
- Anthrenus longus Arrow, 1915
- Anthrenus lopatini Zhantiev, 1976
- Anthrenus luteovestitus Pic, 1937
- Anthrenus maculifer Reitter, 1881
- Anthrenus maharashtranus Háva, 2002
- Anthrenus malawicus Háva, 2004
- Anthrenus malkini Mroczkowski, 1980
- Anthrenus margarethae Háva & Kadej, 2006
- Anthrenus medvedevi Zhantiev, 2006
- Anthrenus megalops Arrow, 1915
- Anthrenus mendax Háva, 2006
- Anthrenus merkli Háva, 2003
- Anthrenus mesopotamicus Háva, 2001
- Anthrenus milkoi Zhantiev, 2004
- Anthrenus mindanaoensis Háva, 2004
- Anthrenus miniatulus Reitter, 1899
- Anthrenus miniopictus Bedel, 1884
- Anthrenus minor Wollaston, 1865
- Anthrenus minutus Erichson, 1848
- Anthrenus molitor Aubé, 1850
- Anthrenus mongolicus Zhantiev, 1973
- Anthrenus mugodsharicus Sokolov, 1974
- Anthrenus munroi Hinton, 1943
- Anthrenus murinus Dejean, 1837
- Anthrenus museorum Linnaeus, 1761 – museumkever
- Anthrenus nahiricus Zhantiev, 1976
- Anthrenus namibicus Háva, 2000
- Anthrenus natalensis Háva, 2004
- Anthrenus nideki Háva, 2005
- Anthrenus niger Melsheimer, 1806
- Anthrenus nigritus Sturm, 1843
- Anthrenus nipponensis Kalík & Ohbayashi, 1985
- Anthrenus nocivus Mulsant & Godart, 1870
- Anthrenus noctua Háva, 2005
- Anthrenus oberthueri Reitter, 1881
- Anthrenus obscurus Melsheimer, 1806
- Anthrenus occultus Háva, 2006
- Anthrenus oceanicus (Fauvel, 1903)
- Anthrenus oculatus Arrow, 1937
- Anthrenus olgae Kalík, 1946
- Anthrenus omoi Beal, 1998
- Anthrenus ornatus Dahl, 1823
- Anthrenus pacificus Fairmaire, 1850
- Anthrenus palaeoaegyptiacus Grüss, 1930
- Anthrenus pallidus Sokolov, 1974
- Anthrenus pardalinus Dejean, 1837
- Anthrenus parthicus Zhantiev, 1976
- Anthrenus parvus Casey, 1900
- Anthrenus paulyi Háva, 2003
- Anthrenus pfefferi Kalík, 1954
- Anthrenus picturatus (Solsky, 1876)
- Anthrenus pilosus Pic, 1923
- Anthrenus pimpinellae Fabricius, 1775 – vogelnestkever
- Anthrenus poggii Háva, 2002
- Anthrenus polonicus Mroczkowski, 1951
- Anthrenus preissi Háva & Herrmann, 2003
- Anthrenus propinquus Háva, 2005
- Anthrenus prudeki Háva, 2002
- Anthrenus pubifer Reitter, 1899
- Anthrenus pulaskii Kadej, 2011
- Anthrenus pulchellus Gestro, 1889
- Anthrenus pulicarius Dejean, 1837
- Anthrenus punctatus Dejean, 1837
- Anthrenus pygmaeus Dejean, 1837
- Anthrenus qinlingensis Háva, 2004
- Anthrenus rauterbergi Reitter, 1908
- Anthrenus rotundulus Reitter, 1889
- Anthrenus rufipes Sturm, 1826
- Anthrenus rupestris Zhantiev, 1976
- Anthrenus sarnicus Mroczkowski, 1963
- Anthrenus schawalleri Háva & Kadej, 2006
- Anthrenus scrophulariae (Linnaeus, 1758) – helmkruidbloemkever
- Anthrenus semenovi Zhantiev, 1976
- Anthrenus seminulum Arrow, 1915
- Anthrenus senegalensis Pic, 1927
- Anthrenus sertarius Schmidt & Helfer Gaubil, 1849
- Anthrenus shikokensis Ohbayashi, 1985
- Anthrenus sichuanicus Háva, 2004
- Anthrenus signatus Dejean, 1837
- Anthrenus similis Zhantiev, 1976
- Anthrenus simonis Reitter, 1881
- Anthrenus sinensis Arrow, 1915
- Anthrenus snizeki Háva, 2004
- Anthrenus sogdianus Zhantiev, 1976
- Anthrenus solskianus Sokolov, 1974
- Anthrenus sophonisba Beal, 1998
- Anthrenus sordidulus Reitter, 1889
- Anthrenus sparsutus Fairmaire, 1850
- Anthrenus splendidus Háva, 2004
- Anthrenus squamosus Dejean, 1837
- Anthrenus stelma Kadej & Háva, 2006
- Anthrenus subclaviger Reitter, 1881
- Anthrenus subsetosus Arrow, 1915
- Anthrenus sveci Háva, 2004
- Anthrenus tadzhicus Mroczkowski, 1961
- Anthrenus talassicus Sokolov, 1980
- Anthrenus tanakai Ohbayashi, 1985
- Anthrenus taricus Zhantiev, 2006
- Anthrenus tarnawskii Kadej & Háva, 2006
- Anthrenus thoracicus Melsheimer, 1844
- Anthrenus transcaspicus Mroczkowski, 1960
- Anthrenus tryznai Háva, 2001
- Anthrenus turnai Háva, 2004
- Anthrenus tuvensis Zhantiev, 1976
- Anthrenus umbellatarum Chobaut, 1898
- Anthrenus umbra Beal, 1998
- Anthrenus undatus Reitter, 1881
- Anthrenus unifasciatus Latreille, 1825
- Anthrenus ussuricus Zhantiev, 1988
- Anthrenus verbasci Linnaeus, 1767 – gewone tapijtkever, museumtorretje
- Anthrenus versicolor Reitter, 1887
- Anthrenus vladimiri Menier & Villemant, 1993
- Anthrenus wittmeri Mroczkowski, 1980
- Anthrenus x-signum Reitter, 1881
- Anthrenus zagrosensis Háva, 2004
- Anthrenus zahradniki Háva, 2003
- Anthrenus zebra Reitter, 1889
- Anthrenus zeravshanicus Sokolov, 1979
- Anthrenus zhantievi Háva & Kadej, 2006